# ماریام مورادیان
ماریام مورادیان (ارمنی: Մարիամ Մուրադյան؛ انگلیسی: Mariam Muradyan؛ دهه ۱۹۸۰) یک بدمینتون‌باز زن اهل ارمنستان است . 